# Valentin Putanec
Valentin Putanec (* 2. Oktober 1917 in Krašić; † 6. Januar 2004 in Zagreb) war ein kroatischer Romanist, Slawist und Lexikograf.

## Leben und Werk
Putanec promovierte 1950 an der Universität Zagreb bei Petar Skok mit der Arbeit Francuska leksikografija na hrvatskom ili srpskom i slovenskom jeziku do 1914 g. sa bibliografijom francuske leksikografije na hrvatskom ili srpskom i slovenskom jeziku 1603-1950 (Zagreb 1952). Er war der wichtigste Mitarbeiter des ERHSJ (Etymologisches Wörterbuch des Serbokroatischen) seines Lehrers, trat mit einem erfolgreichen französisch-serbokroatischen Wörterbuch hervor und  publizierte zahlreiche Arbeiten zum Serbokroatischen.

## Weitere Werke
- (Übersetzer) Roman o Tristanu i Izoldi (aus dem von Joseph Bédier nacherzählten französischen Text), Zagreb 1951
- Dictionnaire français-croatoserbe/Francusko-hrvatskosrpski rječnik, Zagreb 1957 (960 Seiten); 10. Auflage 2011 (1178 Seiten)
- (Hrsg.) Un sirventes en ancien français sur le concile de Lyon de 1274, d'après le code zagrébois MR 92, texte et commentaire, in: Rad. Jugoslavenske Akademije znanosti i umjetnosti. Odjel za filologiju 11, 1962, S. 275–378
- (Mitarbeiter) Petar Skok, Etimologijski rječnik hrvatskoga ili srpskoga jezika, hrsg. von Mirko Deanović und Ljudevit Jonke, 4 Bde., Zagreb 1971-1974 (ERHSJ)
- (mit Petar Šimunović) Retrospektivna onomastička bibliografija hrvatsko-srpska do godine 1975, Zagreb 1987